# Grafton (Ohio)
Grafton es una villa ubicada en el condado de Lorain en el estado estadounidense de Ohio. En el Censo de 2010 tenía una población de 6636 habitantes y una densidad poblacional de 540,43 personas por km².

## Geografía
Grafton se encuentra ubicada en las coordenadas 41°16′52″N 82°1′55″O / 41.28111, -82.03194. Según la Oficina del Censo de los Estados Unidos, Grafton tiene una superficie total de 12.28 km², de la cual 12.2 km² corresponden a tierra firme y (0.61%) 0.08 km² es agua.

## Demografía
Según el censo de 2010, había 6636 personas residiendo en Grafton. La densidad de población era de 540,43 hab./km². De los 6636 habitantes, Grafton estaba compuesto por el 65.02% blancos, el 32.72% eran afroamericanos, el 0.15% eran amerindios, el 0.26% eran asiáticos, el 0% eran isleños del Pacífico, el 1.18% eran de otras razas y el 0.68% pertenecían a dos o más razas. Del total de la población el 2.28% eran hispanos o latinos de cualquier raza.